# Paracleocnemis
Paracleocnemis is een geslacht van spinnen uit de  familie van de Philodromidae (renspinnen).

## Soorten
- Paracleocnemis apostoli Mello-Leitão, 1945
- Paracleocnemis termalis Schiapelli & Gerschman, 1942